# توماس بورتر ماكموري
توماس بورتر ماكموري (5 ديسمبر 1887، بلفاست - 16 نوفمبر 1949، لندن) كان جراحا بريطانيا في جراحة العظام يتذكر لوصفه اختبار ماك موريه (McMurray test).

## السيرة الذاتية
تخرج توماس ماكموري من جامعة كوينز، بلفاست عام 1910، وتولى وظيفة منزل في ليفربول تحت قيادة السير روبرت جونز. شغل منصب نقيب في الفيلق الطبي بالجيش الملكي البريطاني في فرنسا لفترة قصيرة، وعاد إلى مستشفى آلدر هاي العسكري في ليفربول عام 1914، واصل تدريبه في تحت قيادة روبرت جونز، وأصبح محاضرًا في قسم جراحة العظام بجامعة ليفربول من 1924 إلى 1938، وخلف روبرت جونز مديراً لجراحة العظام. أصبح أول أستاذ لجراحة العظام في ليفربول عام 1938.
وكان رئيس الجمعية البريطانية لجراحة العظام ومؤسسة ليفربول الطبية، ورئيسًا منتخبًا للجمعية الطبية البريطانية.
ولوحظ براعته كجراح؛ كان قادرًا على إزالة الغضروف المفصلي في خمس دقائق، وتفكيك الورك في ما يزيد قليلا عن عشر. كمدرس، أيد مبادئ هيو أوين توماس، وبنى مدرسة للدراسات العليا لجراحة العظام في جامعة ليفربول.
توفي بنوبة قلبية في محطة للسكك الحديدية في لندن أثناء سفره لزيارة ابنه في جنوب أفريقيا.